# Бабанин, Фёдор Николаевич
Фёдор Никола́евич Баба́нин  (5 июня 1921) — приморский художник, пейзажист, живописец, литограф. Член Союза художников СССР (1955).

## Биография
Сын курского крестьянина-переселенца, вырос в любви к природе, а художнически сформировался на приморской земле.
Окончил Владивостокское художественное училище в первом выпуске 1949 года, получил диплом с первым порядковым номером.
Начал свой художественный путь с небольших, живописных, тонких по цвету, эмоциональных пейзажей.
Со временем целиком ушел в литографию. Благодаря ему эта техника жила в крае, а поскольку он ещё и превосходный мастер-печатник, то с его помощью и другие смогли овладеть ею.
Член Союза художников СССР.
Преподавал во Владивостокском художественном училище. Известные ученики — Матюхин А. Я..

## Художественный стиль
Обратившись к литографии, остался верен своей привязанности к пейзажу. В его листах уголки приморской тайги открываются нам в виде камерных интимных мотивов. В них матово-серебристая, как бы тающая дымка вуалирует все тона, приводя их к лирически тонкому созвучию.